# Яр Соненка
Яр Соненка — балка (річка) в Україні у Богодухівському районі Харківської області. Права притока річки Сухий Мерчик (басейн Дніпра).

## Опис
Довжина балки приблизно 5,40 км, найкоротша відстань між витоком і гирлом — 4,92 км, коефіцієнт звивистості річки — 1,10. Формується декількома балками та загатами. На деяких ділянках балка пересихає.

## Розташування
Бере початок у селі Сухини. Тече переважно на південний захід через село Павлове й на північно-східній околиці села Олександрівки впадає в річку Сухий Мерчик, праву притоку річки Мерчика.

## Цікаві факти
- Від витоку балки на північно-східній стороні на відстані приблизно 688 м пролягає автошлях Т 2106[3] (територіальний автомобільний шлях в Україні, Краснокутськ — Старий Мерчик — Автотраса E40 М03. Проходить територією Краснокутського, Богодухівського та Валківського районів Харківської області.).
- У XX столітті на балці існували молочно-тваринна ферма (МТФ), газгольдер та декілька газових свердловин[2], а у XIX столітті — багато вітряних млинів[1].